# 圣墓教堂
聖墓教堂（拉丁語：Sanctum Sepulchrum），正教稱之為“复活教堂”（希臘語：Ναός της Αναστάσεως），是耶路撒冷舊城内的一所基督教教堂。
當地的許多基督徒認為，教堂的基址即是《新约圣经》中描述的基督耶稣被釘死的地方，即各各他的所在之處，而且據說耶穌的聖墓也在其中，他們因而對此地頂禮膜拜。從西元4世紀開始，教堂即已成為一處朝圣的重要目的地。時至今日，教堂是耶路撒冷牧首的教座所在，而建筑本身則由羅馬天主教會、亞美尼亞使徒教會、正教會三個教會負責主要的行政及管理，另外敘利亞正教會、衣索比亞正教會、科普特正教會則享有部分祭壇等設施的使用及管理權。

## 歷史

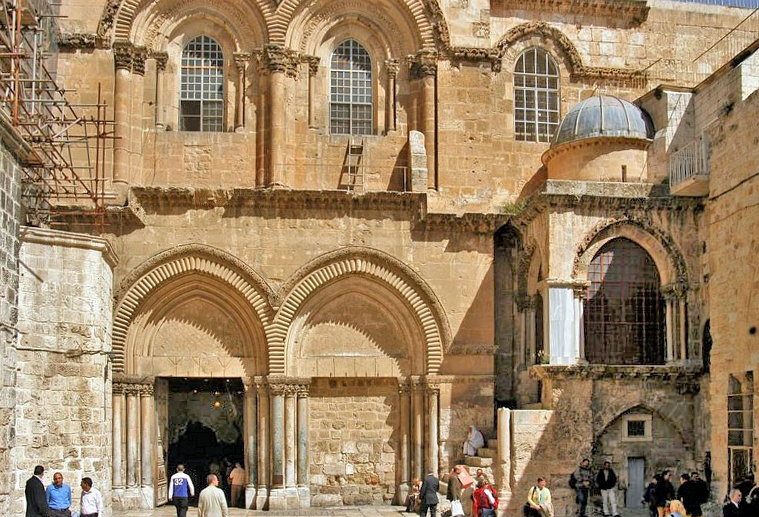
圣墓教堂入口

2世紀時，今日教堂的所在地曾是一座阿佛洛狄忒神廟，也有一些古代作家將其描述為維納斯神廟，即罗马神话中与阿佛洛狄忒对应的神祇。該撒利亞的優西比烏在他的《君士坦丁传》中提到，這里本是曾為基督徒朝拜的聖地，但憎惡基督教的羅馬帝國皇帝哈德良將此地掩埋，并建起羅馬自己的神殿。但這種說法的真實性有爭議。儘管優西比烏的記載語焉不詳，神廟確實很可能是西元135年哈德良摧毀耶路撒冷并建設罗马城市爱利亚加比多连的過程中建成的。

## 教堂內部教派、鑰匙管理者及守門人

### 教堂內部教派
聖墓教堂自西元4世紀落成，就是基督教維護的聖地，但羅馬天主教會、希臘正教會、亞美尼亞教會、敘利亞正教會、埃及科普特正教會和衣索比亞正統台瓦西多教會等六個教會都認為自己才擁有聖墓教堂的管理權，因此教派之間固定有爭執、甚至有嚴重的肢體衝突。於是鄂圖曼土耳其統治者鄂圖曼三世（Osman III）在1757年頒布了皇家公文（Firman），命令耶路撒冷與伯利恆的基督教、猶太教、伊斯蘭教徒，都必須「維持現狀」（status quo），意思是當時管理權是誰的，那地方就是屬於誰的。從此不許再繼續爭土地或爭物權。然而此公文並無法改變教派之間的不滿，因此不同教派間仍然很容易一些小動作就造成擦槍走火。例如2002年在聖墓教堂的屋頂上，科普特正教的修士覺得天氣熱，擅自動了他的椅子到屬於衣索比亞正教的陰影處，於是被視為挑釁行為，雙方起衝突造成11人送醫。
頒布維持現狀那天，剛好希臘正教教會的梯子放在屬於亞美尼亞教派的窗戶外，當時梯子在那的用途已經不可考，東西是希臘正教會的，區域管理權卻是亞美尼亞教會的，為了要維持現狀，就只能把梯子留在那。
教派之間對於「維持現狀」的規定相當斤斤計較，包含1927年發生地震，因為共同區域需要做改變包含維修，就必須得到所有管理者的同意才能開工，所以先花了30年爭論，再花了30年才完成維修。
這個公文的影響是極大的，聖殿山那裡就成為穆斯林區，基督徒聖墓教堂那裡就成為基督徒區。該年的棕梠星期日，希臘正教會才剛把方濟會從童女馬利亞的墓趕出去，即便有再多不滿，按照「維持現狀」的規定，管理權歸希臘正教會，這個「默契」其實持續到今日。而「維持現狀」對於聖墓教堂裡的六個教會的影響，就是不可能再想說把其他教派趕走，讓自己的教派獨佔整個聖墓教堂。頒布那天所擁有的地盤是如何，就是那樣子了。

### 鑰匙管理者及守門人
在1187年，阿尤布王朝的蘇丹撒拉丁占領耶路撒冷後任命兩個穆斯林世家管理聖墓教堂，其中朱达·阿勒勾迪亚家族為「鑰匙的保管者」，而努赛贝家族為「聖墓教堂的守護人與守門人」。這兩個職務也被傳承至今，由於他們不屬於任何一個基督宗教派系的身分，因此常常擔任各種儀式的中立見證人角色。也因此使得這個教堂除了多個基督宗教教派共管外，還擁有穆斯林管理者這種特殊的風貌。